# Nemacheilus doonensis
Nemacheilus doonensis es una especie de peces de la familia Balitoridae en el orden de los Cypriniformes.

## Morfología
• Los machos pueden llegar a alcanzar los 3,2 cm de longitud total.

## Distribución geográfica
Se encuentra en Uttar Pradesh (India ).

## Hábitat
Es un pez de agua dulce.